# Armășenii Noi, Harghita
Armășenii Noi (maghiară Ménaságújfalu) este un sat în comuna Ciucsângeorgiu din județul Harghita, Transilvania, România. Se află în partea de sud-est a județului,  în Munții Ciucului.